# سهوآریتا (آریزونا)
سهوآریتا (به انگلیسی: Sahuarita) شهرکی در شهرستان پیما ایالت آریزونا است که در سرشماری سال ۲۰۱۰ میلادی، ۲۵٬۲۵۹ نفر جمعیت داشته‌است. سهوآریتا، به‌طور رسمی در تاریخ ۱۹۹۴ میلادی به‌عنوان یک شهر شناخته شد.